# Rumble Station
Rumble Station är en spelkonsol med NES-on-a-chip lösning. Konsolen innehöll 15 spel från Color Dream. Det finns även en version med de sju NES Wisdom Tree-spelen.

## Spel
- Baby Boomer
- Captain Comic
- Challenge Of The Dragon
- Crystal Mines
- Galactic Crusader
- King Neptune's Adventure
- Master Chu
- Menace Beach
- Moon Ranger
- Operation Secret Storm
- Pesterminator
- P'radikus Conflict
- Raid 2020
- Robodemons
- Secret Scout